# Friz
Friz je v arhitekturi del antičnega templja med arhitravom in zatrepom. Friz je mogoče najti na številnih grških in rimskih stavbah, zelo znan je partenonski friz. 
V notranjosti je, na primer, friz v sobi del stene, ki jo členi ali zaključuje in je iz plastično oblikovanih ali slikanih elementov. Friz pomaga strukturirati tudi fasado zgradb. Na pasovih se vzorec običajno ponavlja.
V širšem smislu je friz dolga poslikana linija, plastičen (reliefen) ali celo kot kaligrafska dekoracija, vendar mora biti na mestu, ki se nahaja nad nivojem oči. Nekateri so sestavljeni iz več ozkih pasov. Dekorativni friz lahko ponazarja scene v sekvencah diskretnih panelov. Material iz katerega so narejeni frizi je lahko štuk, rezljan les ali drug dekorativen material.
Lahko je raven ali — v jonskem ali korintskem redu, dekoriran z bas-reliefi. Kot okrasne letve so frize uporabljali v antičnih časih ne samo v arhitekturi in kiparstvu ampak tudi na sarkofagih ali pri obdelavi kovin (toreutic (grško τορευτική, lat. Caelatura).
Friz je poimenovan po prevladujočem ornamentu. Razlikujejo se s cvetličnimi in abstraktnimi ornamenti ter kot figuralni frizi. V srednjem veku so se pojavile nove oblike friza večinoma z abstraktnimi in prostorskimi ornamenti kot so diamantni friz, kockast ali v obliki šahovnice. Najdemo jih v romanskih lokih in islamski arhitekturi. V gotiki so se pojavili motivi iz listov in lilij. V času renesanse so oživili stare frize in jih delno spremenili. To velja tudi za naslednja obdobja baroka in klasicizma. Najdemo jih na fasadah stavb poznega devetnajstega stoletja kot tudi v secesijskem slogu 20. stoletja, le v sodobni arhitekturi so izgubili svoj pomen.
Frizi so pomembni in pogosti v umetnostno-zgodovinski literaturi v obliki ilustracij.

## Friz v starogrški arhitekturi
V zvezi z grško arhitekturo antičnega sveta in njegove stebrne sloge je mišljen friz zlasti v arhitravu in pod gejzonom, vključen v entablaturi. Friz v dorskem slogu je sestavljen iz izmeničnega zaporedja metop in triglifov in se zato imenuje tudi triglif. V nasprotju s tem je friz jonskega sloga sestavljen gladko, opremljen z reliefnim pasom kvadratne oblike, lahko ga tudi ni. V podobni obliki je tudi friz v rimski arhitekturi.
Relief kot friz ni omejen le na arhitekturno kiparstvo nad vrati. Lahko je na arhitravu ali v celi, lahko zajema tudi celo področje zidu, kot je na primer oltar iz Pergamona.

## Kasnejše oblike friza
V srednjem veku so se pojavile nove oblike frizov s pretežno abstraktnimi in prostorskimi okraski. To so bili na primer diamantni friz, kockasti ali šahovski friz. V romaniki je še posebej pogost ločni friz, navzkrižno obokan friz, ki se uporablja tudi v islamski arhitekturi. Gotika je prinesla oblike z motivi listja, šilastoločni, friz z lilijami ob konzoli šiljastega loka.
V času renesanse so bili spet sprejeti stari frizi z variantami. To velja tudi za poznejša obdobja baroka in klasicizma. V historicizmu 19. stoletja so bili uporabljeni frizi vseh prejšnjih obdobij. Najdemo frize 20. stoletja v secesijskem slogu, le v sodobni arhitekturi so postali manj pomembni.

## Oblike friza glede na prevladujoč ornament
Pomembne in pogoste oblike frizov so predstavljene v umetnostnozgodovinski literaturi v obliki slikovnih plošč.  Bedeutende und häufige Friesformen werden in kunsthistorischer Fachliteratur in Form von Bildtafeln präsentiert,
| Oznaka                                        | opis | čas                                  | grafika | fotografija |
| --------------------------------------------- | --- | ------------------------------------ | ------- | ----------- |
| Bukranijski friz                              | (grško bus – vol in kranion – lobanja) Ime za reliefno izvedeno ali naslikano volovsko lobanjo, ki predstavlja glavo žrtvene živali. | antika                               |         |             |
| Akantov friz                                  | Sestavljen iz vrste akantovega okrasja. | antika                               |         |             |
| Astragal, tudi biserna vrvica                 | Sestavljen iz vrstic ploščatih in ovalnih kroglic perl. | antika                               |         |             |
| Antemij                                       | Friz je sestavljen iz palmet in lotosovih cvetov | antika                               |         |             |
| Meander                                       | (grško μαίανδρος-maíandros, latinizirano: meandros) je dekorativni rob v umetnosti in arhitekturi, narejen iz istega motiva v obliki meandra, ki se ponavlja v neprekinjeni liniji. Uporablja se od neolitika dalje | antika                               |         |             |
| Valovit friz                                  | Ta friz je zaokrožena varianta meandra, kjer ornament spominja na valovanje. | antika                               |         |             |
| Jonska sima tudi Jajčevnik                    | ena od oblik sime | antika                               |         |             |
| Palmetin friz                                 | Friz v obliki palmet in volut. | Antike                               |         |             |
| Kleščasti friz                                | | ne zgolj v antiki                    |         |             |
| Pleteničasti friz                             | Okras zamotanih trakov so poznali že v 3. stoletju pred našim štetjem v sumerski umetnosti, in na več grških posodah | ne zgolj v antiki, keltski, romanski |         |             |
| Rombasti friz                                 | | romanski                             |         |             |
| Križno ločni friz                             | Narejen iz prekrižanih diamantov. | romanski                             |         |             |
| Diamantni friz                                | | romanski                             |         |             |
| Kockasti friz tudi šakovničasti friz          | | romanski                             |         |             |
| Svitkasti friz tudi valjasti friz             | | romanski                             |         |             |
| Luskasti friz                                 | | romanski                             |         |             |
| Cikcakasti friz, tudi nazobčani friz          | | normansko-romanski                   |         |             |
| Friz s cinami                                 | |                                      |         |             |
| Friz s krogi                                  | | romanski                             |         |             |
| Friz s krogi                                  | | romanski                             |         |             |
| Ploščni friz tudi Felderfries                 | Običajno je sestavni element romanske apside, ali teče pod pritlikavo galerijo. | pretežno v Angliji, romanski         |         |             |
| Oblačni ornament                              | |                                      |         |             |
| Nemški trak tudi nazobčani friz, žagasti friz | Sestavljen iz opeke v seriji diagonalno stoječih kamnov. Izraz "nemški trak" je nastal med raziskovanjem nemške opečne gotike, ki je prevzela vrsto opečnih okraskov, ki so bili sprva enostavni za izdelavo le iz standardne opeke. Stoletja prej so ga poznali v karolinških časih v Franciji. Ornament je prvotno predromanski. | predromanski, romanski               |         |             |
| Polkrožnoločni friz                           | | romanski                             |         |             |
| Križnoločni friz                              | Pripisan predvsem islamski arhitekturi. | islamsko-normanski                   |         |             |
| Pasji zob                                     | Niz štirih koničastim zvezdic stoji na konici in leži na piramidasti obliki, izvira iz angleške zgodnje gotike. | angleška gotika                      |         |             |
| Šilastoločni friz                             | | gotski                               |         |             |
| Friz z lilijami                               | Koničast lok z ločnimi nosilci kot konzole v obliki lilij. | gotski                               |         |             |
| Listni friz                                   | | gotski                               |         |             |

## Friz v likovni umetnosti
V likovni umetnosti s konca 19. stoletja, ki se je odcepila od naturalistične tradicije, je imelo prikazovanje slikovnih ciklov in dekorativnih frizov pomembno vlogo, pogosto le v teoriji, do neke mere pa tudi v praktičnih izvedbah. Znani primeri so iz okoli leta 1901: Beethovnov friz  Gustava Klimta ali Friz življenja  Edvarda Muncha.